# Jussi Kujala
Jussi Kujala (Tampere, 4 april 1983) is een Fins voormalig betaald voetballer die bij voorkeur op het middenveld speelde.

## Clubcarrière
Kujala debuteerde in het seizoen 1999-2000 in het profvoetbal als speler van Tampere United. 
Hij speelde zich er in de kijker bij Ajax, dat hem in 2000 in de jeugdopleiding opnam. Kujala speelde vier jaar in Amsterdam voor jeugd- en reserveteams, maar een debuut in de hoofdmacht bleef uit. 
Daarop keerde hij terug naar Tampere, waarvoor hij vervolgens 5,5 seizoen in het eerste speelde. In 2006 en 2007 werd hij Fins landskampioen met de club. 
Hij tekende in januari 2010 een contract voor 2,5 seizoen bij De Graafschap, dat hem transfervrij overnam van TPS Turku. In december 2004 debuteerde hij in het Fins voetbalelftal. Een half jaar later promoveerde hij met de Doetinchemers naar de eredivisie, waarin hij op 14 augustus 2010 uit bij PSV (6-0 verlies) alsnog debuteerde, als basisspeler. Een knieblessure hield Kujala de 2e seizoenshelft (2011-2012) compleet aan de kant. 
Na het aflopen van zijn contract bij De Graafschap, is Kujala in augustus 2012 nog op stage geweest bij PEC Zwolle, die hem echter geen contract bood. 
Hierop keerde Kujala terug naar Finland en heeft hij begin september 2012 een contract getekend bij FC Ilves, wat hem tot het einde van het seizoen aan de club bind. Ilves eindigde aan het eind van het Finse seizoen op de eerste plek in  Kakkonen. Er volgden 2 playoff wedstrijden tegen Åbo IFK, uit werd er gewonnen met 0-1, en in eigen huis werd gewonnen met 4-1. Daardoor is promotie naar Ykkönen een feit voor Tampereen Ilves.
27 november 2012, maakt de Finse club KuPS Kuopio bekend dat zij Kujala voor 2 seizoen hebben vastgelegd. KuPS komt uit in de Finse Veikkausliiga. 
In januari 2014 liep Kujala een zware knieblessure op in een oefenpartij tegen FC Honka, wat hem zeker tot eind augustus aan de kant heeft gehouden. Om wedstrijdritme op te doen heeft hij kort met SC KuFu-98 meegespeelt, welke een samenwerkingsverband heeft met KuPS Kuopio.
Op 5 januari 2015 werd bekend dat Kujala een contract heeft getekend bij FC Ilves, welke uit zou komen in Ykkönen, maar doordat MyPa de licentie niet rond kreeg is op 9 januari 2015 besloten dat FC Ilves uit komt in de Veikkausliiga. Eind 2015 beëindigde hij zijn loopbaan.

## Interlandcarrière
Jussi Kujala kwam in totaal vijf keer uit voor de nationale ploeg van Finland in de periode 2004–2009. Hij maakte zijn debuut onder leiding van bondscoach Antti Muurinen op 3 december 2004 in de vriendschappelijke wedstrijd tegen Oman (0-0) in Riffa (Bahrein), net als Janne Räsänen (Tampere United), Tuomo Könönen (MyPa-47), Henri Sillanpää (AC Alliansi) en Henri Scheweleff (Tampere United).

## Clubstatistieken
| Seizoen  | Club             | Competitie     | Duels | Goals |
| -------- | ---------------- | -------------- | ----- | ----- |
| 1999-'00 | Tampere United   | Veikkausliiga  | 10    | 1     |
| 2002-'04 | Ajax             | Eredivisie     | 0     | 0     |
| 2004     | Tampere United   | Veikkausliiga  | 8     | 0     |
| 2005     | Tampere United   | Veikkausliiga  | 23    | 5     |
| 2006     | Tampere United   | Veikkausliiga  | 19    | 0     |
| 2007     | Tampere United   | Veikkausliiga  | 25    | 1     |
| 2008     | Tampere United   | Veikkausliiga  | 25    | 0     |
| 2009     | Tampere United   | Veikkausliiga  | 19    | 2     |
| 2009     | TPS Turku        | Veikkausliiga  | 6     | 1     |
| 2009/10  | BV De Graafschap | Eerste divisie | 10    | 0     |
| 2010/11  | BV De Graafschap | Eredivisie     | 17    | 0     |
| 2011/12  | BV De Graafschap | Eredivisie     | 13    | 1     |
| 2012     | FC Ilves         | Kakkonen       | 6     | 2     |
| 2013     | KuPS Kuopio      | Veikkausliiga  | 23    | 1     |
| 2014     | KuPS Kuopio      | Veikkausliiga  | 6     | 0     |
| 2014     | SC KuFu-98       | Kakkonen       | 1     | 0     |
| 2015     | FC Ilves         | Veikkausliiga  | 29    | 1     |

## Erelijst
Tampere United
- Veikkausliiga

2006
2007
- Suomen Cup

2007
 BV De Graafschap
- Eerste divisie

2010
 Tampereen Ilves
- Kakkonen

2012